# Justinien de Clary
Justinien de Clary (n. 20 aprilie 1860, Paris, Île-de-France, Franța – d. 13 iunie 1933, Paris, Île-de-France, Franța) a fost un avocat ce a reprezentat Franța, medaliat olimpic. A participat la o ediție a Jocurilor Olimpice (1900) în care a câștigat o medalie de bronz.

## Participări
Lista de mai jos prezintă principalele competiții la care a participat Justinien de Clary de-a lungul carierei.
- shooting at the 1900 Summer Olympics – men's trap[*]